# よーじょらいふ!
『よーじょらいふ!』は、あまーによる日本の漫画作品。ウェブコミック配信サイト『まんがライフWIN』（竹書房）にて連載された。

## あらすじ
志村アキヒコ20歳(男)が朝目を覚めすと金髪幼女に変身する。ドタバタTSFコメディ。

## 登場人物
志村アキヒコ
元・男子大学生(20)。ある日突然金髪幼女になった。
アキちゃん
幼女化したアキヒコ。体質的に夜更かしが出来なくなっているなどしている。「オース」と呼ばれる他者に強い暗示をかける能力がある。ある日「石聖杯」と呼ばれるパワーストーンの欠片に触れたことで、他者の願いをかなえる存在が宿る。対外的には熊谷教授の養女となっていたが、後述のリンセン家の養女という形になった。
赤坂良太郎（あかさか りょうたろう）
アキヒコの幼馴染でラノベ作家志望の学生。度を越したロリコンで、幼女化したアキヒコに貢ぐことが生きがいになっている。
花村ひなこ（はなむら ひなこ）
アキヒコの従姉妹で高校生。親がアパート「メゾン・ド・鴇羽」を経営しており、アキヒコに安く貸している。
漆原かなで（うるしはら かなで）
近所の小学生。活発でアキちゃんを姫と呼び親衛隊長を自認している。
熊谷司（くまがい つかさ）
アキヒコが通う黎光大学の教授。
ミカエラ・マックリジー / 熊谷花子（くまがい はなこ）
教授の実娘。11歳。
沢田鳴子（さわだ めいこ）
大学生。アキヒコの元カノ。呑兵衛で愛煙家だが、アキちゃんに会ってからは禁煙している。バンドに入っており担当はベース。
リヴ・ステラート
イギリス人。アキちゃんにそっくりな容姿の女性。21歳。オースを持ち、国から保護観察されている。将来的には王族入りすることも検討されているが、本人は自由な立場を望み石聖杯によって願いを叶えようとしたことが、アキヒコに起きた変化の切っ掛け。
北沼灯（きたぬま あかり）
大学生。アキヒコたちとは直接的な関りは薄いが、アキちゃんが超能力者ではないかと疑っている。趣味は銭湯巡り。
香山五月（かやま さつき）
かなでの父親（都知事）の秘書。
セラ・オスカー・リンセン
英国政府“王冠管理局”局長。リヴの義姉。
アレックス・オスカー・リンセン
セラの実弟。リヴの護衛の1人だが、よく撒かれる。リヴがオースと石聖杯の欠片を使った際に願いが撥ね返った結果女性化する。

## 石聖杯
アイルランド北部にある石碑で「ストーングレイル」「王冠」とも呼ばれる。王族の中でもオースを持つ者が祈ることで個人の姿を変えるような暗示を掛けることが出来る。この暗示効果は祈る者以外にのみ適用され、祈った本人が望んだ場合、直近の人間に撥ね返る。長年の利用によってか、内部に「他者の願いを叶える意思」が宿り、その意思がアキヒコの中に移る。

## 書誌情報
- あまー 『よーじょらいふ!』 竹書房〈バンブーコミックス WINセレクション〉、全6巻
  1. 2020年7月7日発売[4]、ISBN 978-4-8019-7000-7
  2. 2021年6月7日発売[5]、ISBN 978-4-8019-7326-8
  3. 2022年6月7日発売[6]、ISBN 978-4-8019-7660-3
  4. 2023年6月15日発売[7]、ISBN 978-4-8019-8069-3
  5. 2024年6月17日発売[8]、ISBN 978-4-8019-8347-2
  6. 2025年6月17日発売[9]、ISBN 978-4-8019-8669-5